# Always in My Heart (film)
Pour plus de détails, voir Fiche technique et Distribution.
Always in My Heart est un film dramatique américain de 1942 réalisé par Jo Graham, avec Kay Francis et Walter Huston. La chanson "Siempre en Mi Corazón" ("Always in My Heart"), composée par Ernesto Lecuona (musique et paroles en espagnol) et Kim Gannon (paroles en anglais), a été nommée aux Oscars dans la catégorie de la Meilleure chanson originale.

## Distribution
- Kay Francis: Marjorie 'Mudge' Scott
- Walter Huston : MacKenzie 'Mac' Scott
- Gloria Warren : Victoria 'Vickie' Scott
- Diana Hale :Patty Hale
- Frankie Thomas : Martin 'Marty' Scott
- Una O'Connor : Angie, Scotts' Housekeeper
- Sidney Blackmer : Philip Ames
- Armida (actrice) : Lolita
- Frank Puglia : Joe Borelli
- Russell Arms : Red